# Indascia gracilis
Indascia gracilis är en tvåvingeart som beskrevs av Keiser 1958. Indascia gracilis ingår i släktet Indascia och familjen blomflugor.
Artens utbredningsområde är Sri Lanka. Inga underarter finns listade i Catalogue of Life.